# Східний Тавр
Східний Тавр або Вірменський Тавр — гори в центральній частині південної Туреччини.

## Короткі відомості
Загальна протяжність від озера Егірдир на заході до верхів'їв річки Євфрат на сході — 600 км. Максимальна висота 3090 м. Складений вапняками, ландшафт карстовий з численними водоспадами, печерами і підземними річками.